# Calamothespis linatipennis
Calamothespis linatipennis es una especie de mantis de la familia Toxoderidae.

## Distribución geográfica
Se encuentra en  Namibia.